# ایلدیکو انیدی
ایلدیکو اِنیِدی (مجاری: Ildikó Enyedi؛ زادهٔ ۱۵ نوامبر ۱۹۵۵) یک کارگردان اهل مجارستان است. از فیلم‌های او می‌توان به قرن بیستم من و در جسم و روح (۲۰۱۷) اشاره کرد. در جسم و روح در نودمین دوره جوایز اسکار نامزد جایزه اسکار بهترین فیلم خارجی‌زبان شد و در شصت و هفتمین جشنواره بین‌المللی فیلم برلین برنده خرس طلایی شده است.